# 甘薇
甘薇（1984年5月21日—），重庆人，中國女演員，乐漾影视创始人兼总裁，樂視網創辦人賈躍亭之妻。

## 生平
畢業於解放军艺术学院戏剧系，在2006年參與手機流媒體電影《約定》演出而出道。在2009年刘镇伟导演的電影《機器俠》飾演女主角妹妹周素清，因為電影中的對白而受人矚目。曾在2012年樂視網的電視劇《女人幫·妞兒》中擔任製片人，並飾演女主角之一的小純，2013年樂視網的電視劇《女人幫·妞兒2》仍擔任製片人，繼續飾演女主角小純。21世紀初与韩雪、白冰、景甜被媒体称为「京城四美」。

## 作品

### 連續劇
- 2006年 《約定》合作者：罗晋、郭鹏
- 2012年 《女人幫·妞兒》 網絡劇
- 2013年 《女人幫·妞兒2》 網絡劇
- 2015年 《太子妃升职记》 網絡劇
- 2021年 《王牌部队》
- 2022年 《尚食》(客串)

### 電影
- 2009年 《机器侠》
- 2010年 《决战刹马镇》
- 2011年 《失恋33天》客串
- 2011年 《无界之地》
- 2011年 《十二星座离奇事件》

### 綜藝節目
- 2015年 全员加速中

## 失信
根据案号（2017）京03执646号公告，执行法院为北京市第三中级人民法院，立案时间为2017年8月8日，生效法律文书确定的义务为：
　　一，向浙江中泰创展企业管理有限公司支付人民币14.03亿元；
　　二，向浙江中泰创展企业管理有限公司支付违约金（以人民币14亿元为基数，按照年利率24%计算，自2017年7月11日至实际清偿之日）；
　　三，向浙江中泰创展企业管理有限公司支付迟延履行期间的债务利息。
　　甘薇的履行情况为全部未履行。失信被执行人行为具体情形：违反财产报告制度，发布时间为2018年3月7日。

2020年7月8日，上海市高级人民法院官网显示，甘薇因不履行法律文书确定的义务，法院已依法限制其出境。

## 外部連結
- 甘薇的新浪微博
- 甘薇的新浪博客
- 甘薇在香港影庫上的簡介